# Mike Christie (hockey sur glace)
Pour les articles homonymes, voir Christie.
Mike Christie (né le 20 décembre 1949 à Big Spring au Texas et mort le 11 juillet 2019 à Denver au Colorado) est un joueur professionnel de hockey sur glace ayant évolué au poste de défenseur dans la Ligue nationale de hockey de 1974 à 1981 avec les Seals de la Californie, les Barons de Cleveland, les Rockies du Colorado et les Canucks de Vancouver.
Il fut, pendant la saison 1979-1980, capitaine des Rockies avec René Robert et Lanny McDonald.

## Biographie
Christie meurt le 11 juillet 2019 à l'âge de 69 ans à Denver au Colorado.